# Ljoedmila Ankoedimova
Ljoedmila Ankoedimova (Russisch: Людмила Анкудимова) (januari 1949) is een schaatsster uit de Sovjet Unie.
In 1974 reed zij een nationaal puntenrecord op de sprint-combinatie.
In 1975 en 1976 nam Ankoedimova deel aan de WK Allround.
In 1975 werd zijn nationaal kampioen allround in Rusland.

## Records

### Persoonlijke records[3]
| Afstand    | Tijd    | Datum            | Baan  |
| ---------- | ------- | ---------------- | ----- |
| 500 meter  | 42,10   | 28 november 1975 | Medeu |
| 1000 meter | 1.25,23 | 29 maart 1975    | Medeu |
| 1500 meter | 2.13,04 | 21 maart 1975    | Medeu |
| 3000 meter | 4.45,30 | 29 november 1975 | Medeu |
| 5000 meter | 8.13,64 | 7 april 1976     | Medeu |